# Herverge Kole Etame
Herverge Kole Etame (* 22. Juni 2002) ist eine kamerunische Leichtathletin, die sich auf den Sprint spezialisiert hat.

## Sportliche Laufbahn
Erste internationale Erfahrungen sammelte Herverge Kole Etame im Jahr 2023, als sie bei den Spielen der Frankophonie in Kinshasa in 11,81 s den achten Platz im 100-Meter-Lauf belegte und über 200 Meter mit 23,60 s auf Rang vier gelangte. Zudem siegte sie mit der kamerunischen 4-mal-100-Meter-Staffel in 44,78 s und gewann mit der 4-mal-400-Meter-Staffel in 3:40,84 min die Silbermedaille hinter dem marokkanischen Team. Im Jahr darauf schied sie bei den Afrikameisterschaften in Douala mit 11,76 s im Halbfinale über 100 Meter aus und belegte in 23,83 s den sechsten Platz im 200-Meter-Lauf. Zudem wurde sie im Vorlauf der 4-mal-100-Meter-Staffel disqualifiziert. 
In den Jahren 2023 und 2024 wurde Kole Etame kamerunische Meisterin im 100- und 200-Meter-Lauf.

## Persönliche Bestzeiten
- 100 Meter: 11,38 s (+0,7 m/s), 6. April 2024 in Yaoundé
- 200 Meter: 23,50 s (−0,5 m/s), 6. April 2024 in Yaoundé